# Serra de la Talaia (la Serrania)
La serra de la Talaia (de la Atalaya en castellà) és una alineació muntanyosa de la Serrania (País Valencià), entre els termes de Benaixeve, Xelva, Domenyo i Calles. Pel sud arriba a la fosa de Xera, ja a la comarca de la Plana d'Utiel.
Es tracta d'un sistema que arriba a una altura de 1.159 metres sobre el nivell del mar al cim de la Talaia i presenta formes del relleu arrodonides a excepció del sector nord (prop de Benaixeve) on el riu Túria ha esculpit un imponent congost, i al sud on la serra descendeix a través de la fractura a l'altura de Xera.
El riu Reatillo i el corredor de Villar de Tejas separen aquesta de la serra del Negrete per l'oest.